# Bryan Verboom
Bryan Verboom (Anderlecht, 30 de enero de 1992) es un futbolista belga que juega de lateral izquierdo en el SV Zulte-Waregem de la Jupiler Pro League.
Fue internacional con la selección de fútbol sub-21 de Bélgica.

## Clubes
| Club                      | País         | Año         |
| ------------------------- | ------------ | ----------- |
| RSC Anderlecht            | Bélgica      | 2012 - 2013 |
| SV Zulte-Waregem (cedido) | Bélgica      | 2012 - 2013 |
| SV Zulte-Waregem          | Bélgica      | 2013 - Act. |
| Roda JC (cedido)          | Países Bajos | 2017        |
| KV Kortrijk (cedido)      | Bélgica      | 2017-2018   |